# Man Hunt (pel·lícula)
Man Hunt és una pel·lícula de thriller estatunidenca del 1941 dirigida per Fritz Lang i protagonitzada per Walter Pidgeon i Joan Bennett. Està basada en la novel·la de 1939 Rogue Male de Geoffrey Household i està ambientada a Europa just abans de la Segona Guerra Mundial. Lang havia fugit d'Alemanya a l'exili el 1933 i aquesta va ser la primera de les seves quatre pel·lícules antinazis, que inclouen Ministry of Fear, Hangmen Also Die! i Cloak and Dagger. Va ser la primera pel·lícula de Hollywood de Roddy McDowall després d'escapar de Londres després de The Blitz. Man Hunt va ser una de les moltes pel·lícules estrenadas l'any 1941 que es consideraven tan pro-britàniques que van influir en membres públics neutrals dels EUA en simpatitzar amb el bàndol britànic a la Segona Guerra Mundial.
La pel·lícula retrata la política d'apaivagament britànica d'abans de la guerra davant Alemanya en la seva voluntat d'extraditar un dels seus propis ciutadans sense cap defensa, i la seva representació d'agents nazis passejant lliurement per Londres, fent-se passar per la policia i terroritzant els civils.
La història va ser filmada de nou sota el seu títol original, Rogue Male (1976), per la BBC en una versió protagonitzada per Peter O'Toole.

## Trama
El 29 de juliol de 1939, el famós caçador de caça major britànic, capità Alan Thorndike s'esmuny pel bosc sense ser detectat a prop del Berghof, la residència d'Adolf Hitler prop de Berchtesgaden. Amb Hitler a la seva mira telescòpica, prem el gallet del seu rifle descarregat i fa una ona. Reflexiona un moment, després carrega una ronda de foc real, però és descobert a l'últim segon per un guarda, i el tret surt desviat.
Després de ser colpejat, Thorndike és portat al Major Quive-Smith, que també és un devot caçador i un admirador de Thorndike. Thorndike explica que no estava intentant matar, sinó que ho va fer només per l'emoció d'anar després dela cacera més gran de totes. El major no està segur de si creure'l i insisteix que signi una confessió que treballava per al govern britànic. Quan Thorndike es nega, és torturat, però es manté ferm i adverteix de "preguntes que es fan a les altes esferes" si és assassinat, ja que el seu germà Lord Risborough és un diplomàtic molt important. Quive-Smith s'encarrega que Thorndike caigui per un penya-segat perquè la seva mort sembli un suïcidi.
Thorndike sobreviu quan la seva motxilla queda atrapada en un arbre, trencant la seva caiguda. Esquiva els seus perseguidors i arriba a un port, roba una barca de rem, però es veu obligat a abandonar-la quan s'acosta una patrullera. Neda fins a un vaixell danès a punt de navegar cap a Londres. El grumet britànic Vaner ajuda a Thorndike a amagar-se a bord. Els alemanys troben l'abric i el passaport de Thorndike a bord del vaixell de rems i registren el vaixell proper. Tot i que no troben res, col·loquen l'agent Mr. Jones a bord fent servir el passaport de Thorndike per continuar buscant després de la sortida del vaixell.
Jones és rebut per agents alemanys a Londres. Thorndike, creient erròniament que està estalvi, desembarca casualment i és descobert. Aconsegueix amagar-se a l'apartament d'una jove anomenada Jerry Stokes que li presta diners perquè pugui arribar al seu germà.
Quan Lord Risborough li diu al seu germà que el govern britànic, continuant la seva política d'apaivagament, l'hauria d'extraditar si fos trobat, Thorndike decideix amagar-se a l'Àfrica. Jerry intenta rebutjar una gran recompensa, la qual cosa fa que Lady Risborough assumeixi que es tracta de pagament per altres serveis, però Thorndike insisteix. També li compra un barret nou, ja que havia perdut el seu quan es van conèixer. Ella escull una fletxa de crom barata i insisteix que Thorndike la hi presenti. A Thorndike li agrada, dient que ambdues són "rectes i brillants". En aquest moment, Jerry està enamorada.
Quive-Smith arriba a Londres per unir-se a la recerca. Quan Thorndike truca al seu advocat, Saul Farnsworthy, els nazis tornen a seguir el seu rastre. Perseguit a una estació de metro de Londres, Thorndike lluita amb Jones, que mor quan és llançat a un rail electrificat.
Thorndike demana a Jerry que Lord Risborough li enviï una carta d'aquí a tres setmanes a l'oficina de correus de Lyme Regis. Thorndike s'amaga en una cova, però després intenta recollir la carta, alarmant la mestressa de correus. Thorndike agafa la carta i es retira a la seva cova, on descobreix que la carta és de Quive-Smith, que l'ha seguit fins al seu cau.
Quive-Smith segella l'única entrada i passa a Thorndike la confessió i un bolígraf per un forat, amenaçant amb deixar-lo atrapat dins. Quive-Smith llisca a la boina d'en Jerry amb la fletxa, informant a Thorndike que va ser llançada per una finestra fins a la seva mort perquè no el trairia. Els alemanys la van trobar utilitzant l'adreça que Thorndike havia escrit per a Jerry. Enganxat per Quive-Smith, Thorndike finalment admet que inconscientment tenia la intenció d'assassinar Hitler. Aleshores accepta signar la confessió. Quive-Smith desbloqueja l'entrada, però espera disparar a Thorndike mentre s'arrossega. Tanmateix, Thorndike utilitza el seu cinturó, un llistó del llit i un pal per fabricar un arc, utilitzant l'agulla de Jerry com a punta d'una fletxa improvisada, i dispara a Quive-Smith a través del forat. Quan Thorndike emergeix, Quive-Smith el fereix abans de morir. Quan Thorndike es recupera, la guerra ha començat.
Thorndike s'uneix a la Royal Air Force com a tripulant de la Bomber Command. En una missió sobre Alemanya, es llença en paracaigudes amb el seu rifle de caça.

## Repartiment
- Walter Pidgeon com el capità Thorndike
- Joan Bennett com a Jerry
- George Sanders com a Quive Smith
- John Carradine com el senyor Jones
- Roddy McDowall com a Vaner
- Ludwig Stössel com a metge
- Heather Thatcher com Lady Risborough
- Frederick Worlock com Lord Risborough
- Roger Imhof com el capità Jensen
- Egon Brecher com el joier
- Lester Matthews com a major
- Holmes Herbert com a Saul Farnsworthy
- Eily Malyon com a mestressa de correus
- Arno Frey com a tinent de policia
- Frederick Vogeding com a ambaixador
- Wilhelm von Brincken com a cap de la policia portuària
- Cyril Delevanti com a taxista (sense acreditar)
- Olaf Hytten com a Piel, el secretari de Saul (sense acreditar)

## Producció
Man Hunt es va convertir en la primera pel·lícula bèl·lica que va cridar l'atenció del codi Hays als Estats Units neutrals. Joseph Breen es va alarmar pel guió, qualificant-la de "pel·lícula d'odi". Breen va pensar que en l'atmosfera aïllacionista dels Estats Units de 1941, la pel·lícula mostrava a tots els alemanys com a malvats, a diferència d'altres pel·lícules que representaven tant els bons alemanys no nazis com els malvats nazis. Breen va insistir que els alemanys no s'havien de caracteritzar per ser tan brutals i que l'oficina passaria la pel·lícula només si "indicava" brutalitat en lloc de mostrar-la. Com a resultat, la tortura de Thorndike no es va mostrar, però la idea es va fer evident a l'audiència.
Darryl F. Zanuck també estava preocupat per l'entusiasme antinazi de Lang i el va prohibir a la sala d'edició. No obstant això, Lang i el seu associat Gene Fowler, Jr. van editar en secret la pel·lícula sense l'aprovació de Zanuck.
Els aïllacionistes i els simpatitzants nazis es van mostrar en desacord amb la pel·lícula, juntament amb That Hamilton Woman (1941) i altres, descrivint aquestes pel·lícules com a propaganda pro-britànica per canviar l'opinió pública nord-americana sobre anar a la guerra.
La pel·lícula inclou una versió instrumental d' "A Nightingale Sang in Berkeley Square" de Eric Maschwitz, Manning Sherwin i Jack Strachey com a tema romàntic recurrent. El tema recurrent de la partitura per als nazis va ser compost pel director musical de la pel·lícula Alfred Newman.

## Resposta
Bosley Crowther, escrivint per a The New York Times el juny de 1941, va comentar que "Man Hunt està una mica per sobre de la tirada de pel·lícules de 'caça ordinàries" projectant "certes connotacions psicològiques subtils", però "no compleix completament les seves possibilitats". Dave Kehr revisant un llançament de DVD a la mateixa publicació el 2009, va comentar "com a agitprop la pel·lícula no podria ser més efectiva", però "també té la qualitat atemporal d'una obra de pura imaginació".

## Conservació
L'Academy Film Archive va conservar Man Hunt l'any 2000.

## Adaptació per ràdio
Man Hunt es va presentar a Philip Morris Playhouse el 31 de juliol de 1942, protagonitzada per Robert Montgomery.